# Фанатизм
Фанати́зм (грецьк. Φανατισμός, лат. Fanaticus, фр. fanatisme, досл. «несамовитий») — сліпе, беззастережне дотримання переконань, особливо в області релігійно-філософській, національній чи політичній; доведена до крайності прихильність яким-небудь ідеям, віруванням або поглядам, зазвичай поєднана з нетерпимістю до чужих поглядів і переконань. Відсутність критичного сприйняття чого-небудь.
«Фанатик» вживається у двох значеннях:
1. Людина, що відзначається несамовитістю, крайньою нетерпимістю до інаковіруючих, здатна на бузувірство, дикі ексцеси проти інших.
2. (переносне значення) Особа, пристрасно захоплена якою-небудь ідеєю, думкою, віддана якимось поглядам, заняттям. Синонім: фан.

## Приклади фанатизму
- інквізитори
- хрестоносці
- мусульманські терористичні угрупування
- аскетично налаштовані монахи (схимники)
- російський націоналізм